# Enamina

Estructura general de una enamina.

Una enamina, en química orgánica, es un compuesto con estructura general R2C=CR-NR2.

## Obtención
Una enamina es el producto que se forma de la condensación de un aldehído o cetona enolizables con una amina secundaria, a diferencia del amoníaco o las aminas primarias donde el producto es una imina. Esto es así debido a que una vez se produce la adición de la amina secundaria, la pérdida de agua tiene lugar por abstracción del protón del carbono en α al carbonilo.
R2CH-CHO + R'2NH {\displaystyle \leftrightharpoons } R2C=CH-NR'2 + H2O
El equilibrio se desplaza hacia enamina eliminando el H2O del medio mediante destilación azeotrópica o agentes deshidratantes.

## Reactividad
Las enaminas pueden actuar como nucleófilos, de forma similar a un enolato, por ejemplo en reacciones de alquilación, en reacciones de tipo aldólica o en adiciones nucleófilas conjugadas. En estos casos de aplicación en síntesis se suelen usar aminas secundarias cíclicas, como por ejemplo la pirrolidina, para formar la enamina a partir del aldehído o cetona.
La enamina, en las iminas, también es la forma tautomérica minoritaria en el equilibrio tautomérico que se establece imina-enamina, análogo al ceto-enólico.
R2CH-CR=NR {\displaystyle \leftrightharpoons } R2C=CR-NHR